# Stein zu Lausnitz

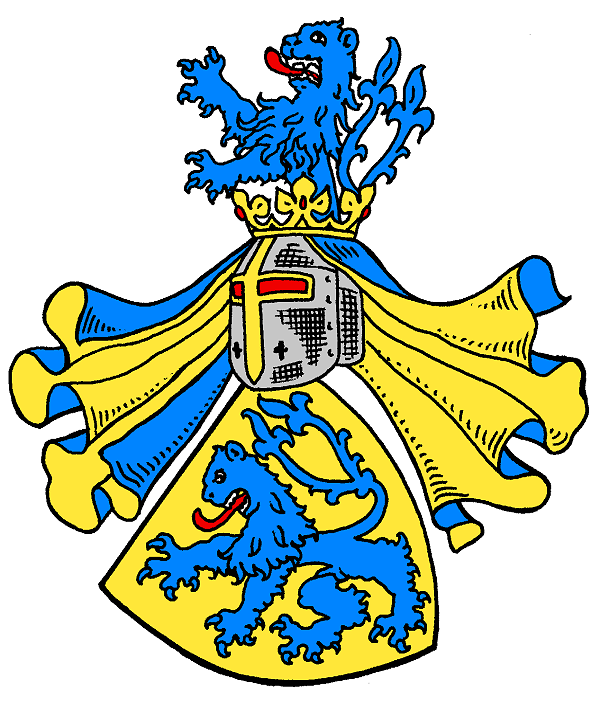
Stammwappen derer von Stein zu Lausnitz

Die Familie Stein zu Lausnitz gehört zum osterländischen Uradel mit dem Stammhaus Lausnitz bei Neustadt an der Orla.

## Geschichte
Das Geschlecht erscheint erstmals 1117 urkundlich mit Dudo von Stein. Siegfried von Stein wurde 1301 mit der Burg Rode belehnt. Sein Enkel Kaspar wurde 1429 mit dem Stammgut Lausnitz bei Neustadt an der Orla belehnt. Christoph Heinrich erwarb 1620 die Güter Wirsitz mit Hasla und stiftete die spätere Kochberger Linie, während sein jüngerer Bruder Friedrich Wilhelm die Lausnitzer Linie fortsetzte. Zuletzt gab es neben der Linie zu Lausnitz die Linien zu Kochberg (1733 bis 1938) und Braunsdorf (von 1827 bis ca. 1850).
Der Genealoge Johann Gottfried Biedermann befasst sich in seiner Genealogie über die Vogtländische Ritterschaft mit dieser Familie beginnend im 16. Jahrhundert. Er skizziert damit die Ahnenreihe von Wolf Christoph von Stein auf Lausnitz und Miesitz (1668–1731) und dessen Sohn, die beide zu Lebzeiten des Herausgebers Biedermann im Dienste der Bayreuther Markgrafen standen und wichtige Positionen auf der Plassenburg einnahmen. Wolf Christoph war zudem Amtmann von Schauenstein und Helmbrechts.

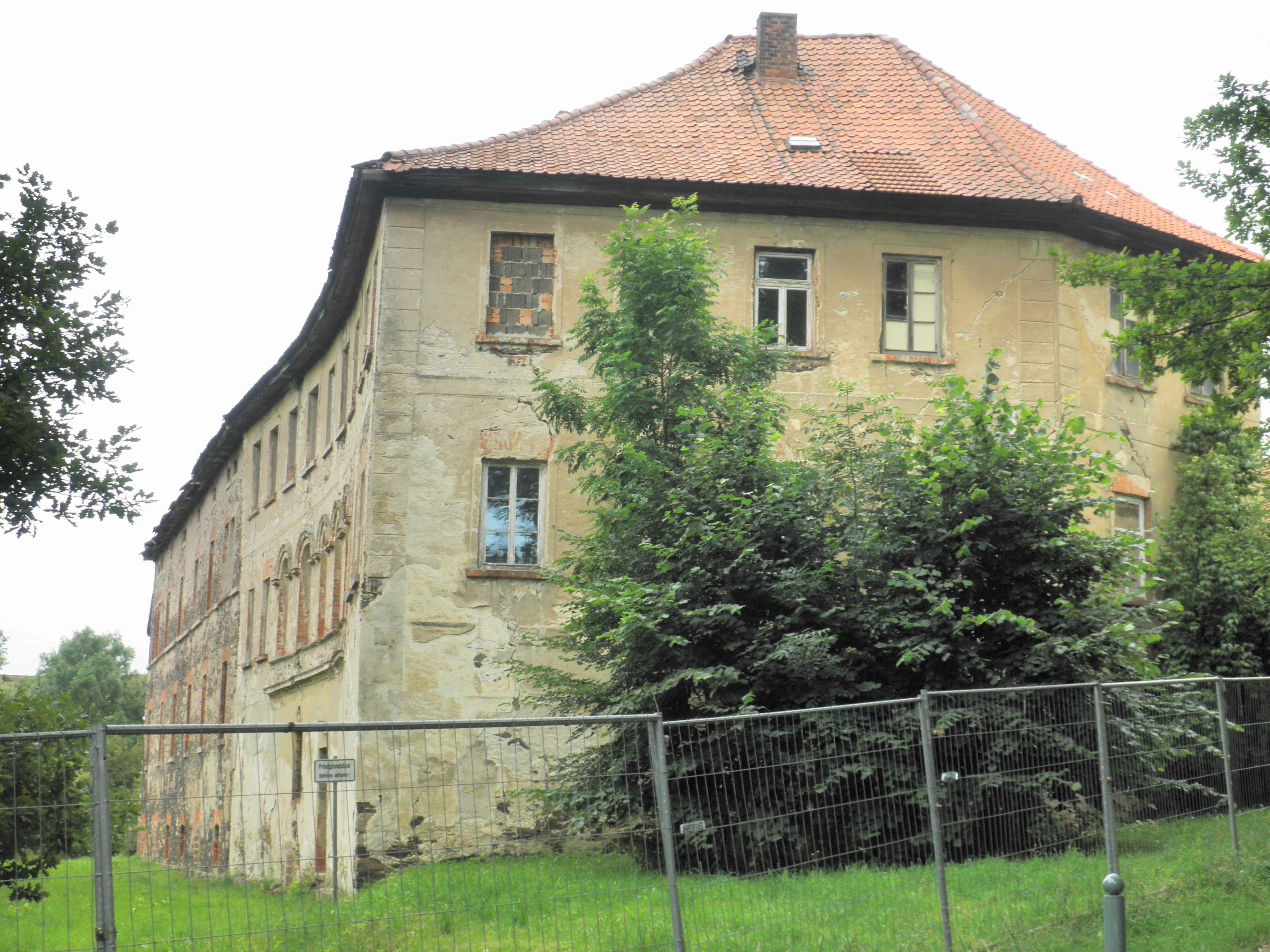
Gut Lausnitz
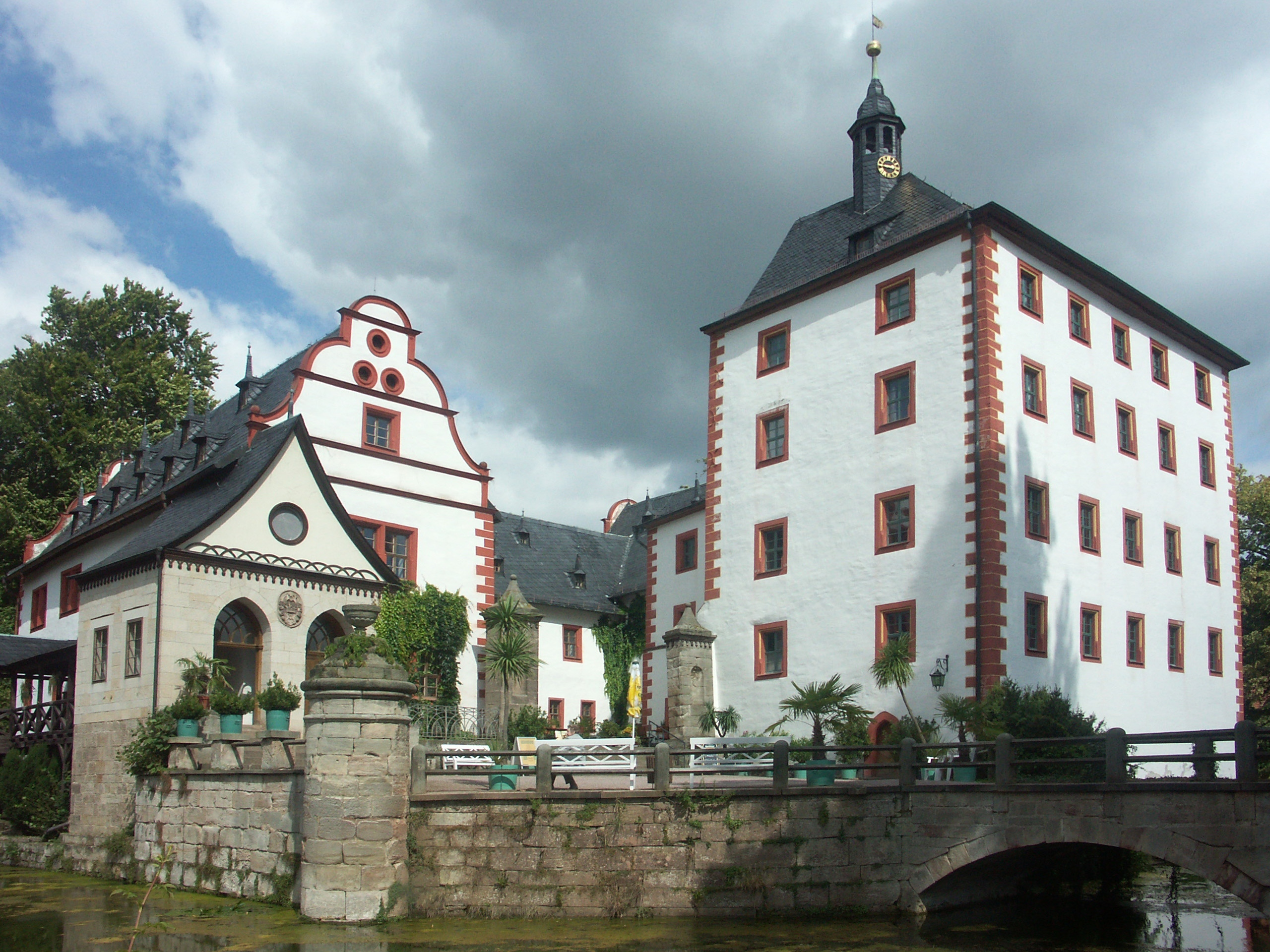
Schloss Kochberg

Ende des 19. Jahrhunderts bestand bereits eine Familienstiftung / Familienverband, unter Leitung des Freiherr von Stein zu Lausnitz, des Weiteren 1889 noch eine Stiftung des Felix Freiherr von Stein zu Groß-Kochberg.

## Wappen
Das Stammwappen zeigt in Gold einen schreitenden blauen Löwen. Auf dem Helm mit blau-goldenen Decken der Löwe wachsend.
Bei den Linien Braunsdorf und Kochberg im gespaltenen Schild zwei sich zugewandte schreitende Löwen, der rechte Rot auf Silber, der linke wie im Stammwappen. Bei den Stein zu Kochberg sind die Löwen gekrönt. Auf den zwei Helmen mit rechts blau-goldenen, links rot-silberne Decken die zwei zugewandten Löwen, rechts blau, links rot.

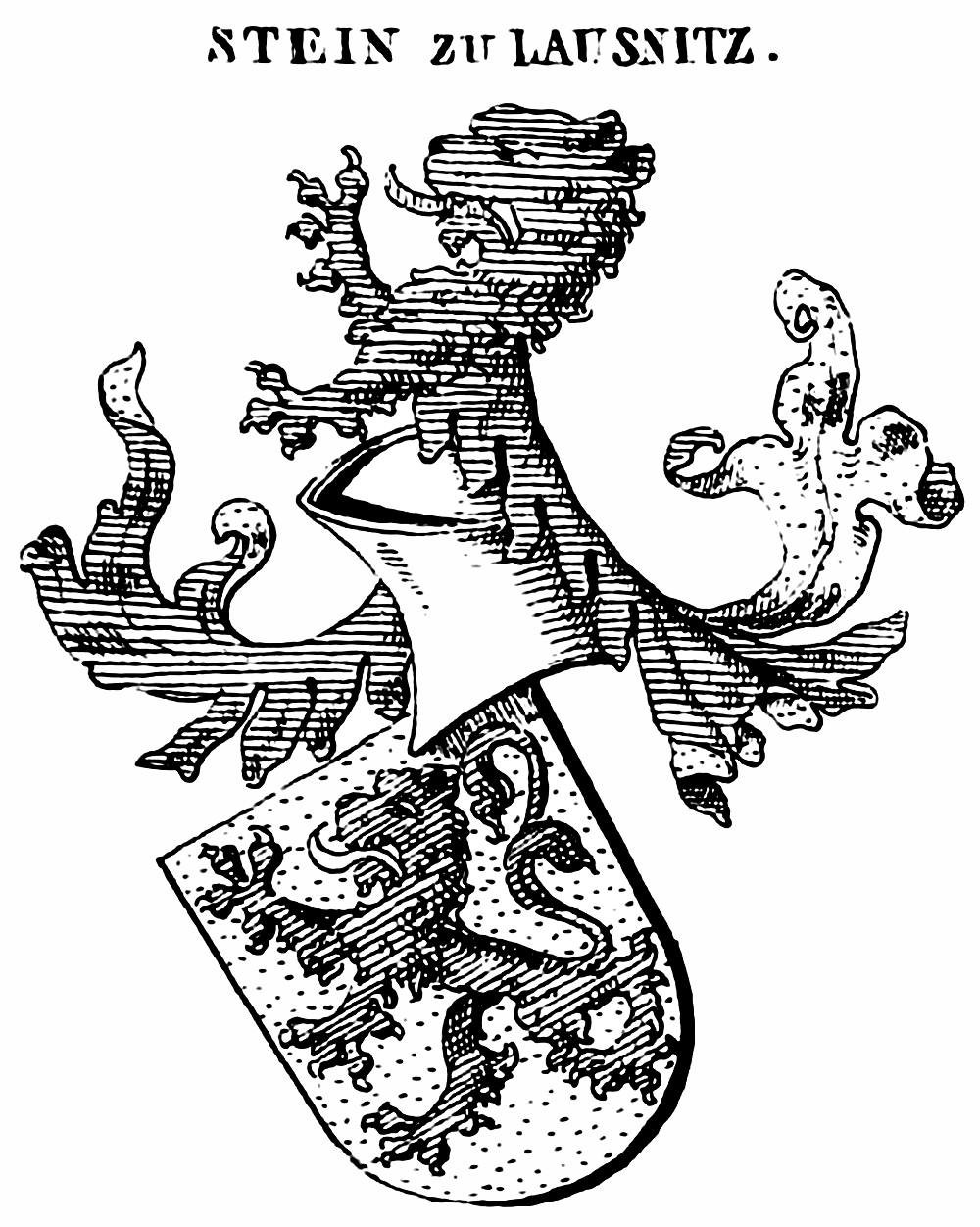
Stammwappen derer von Stein zu Lausnitz
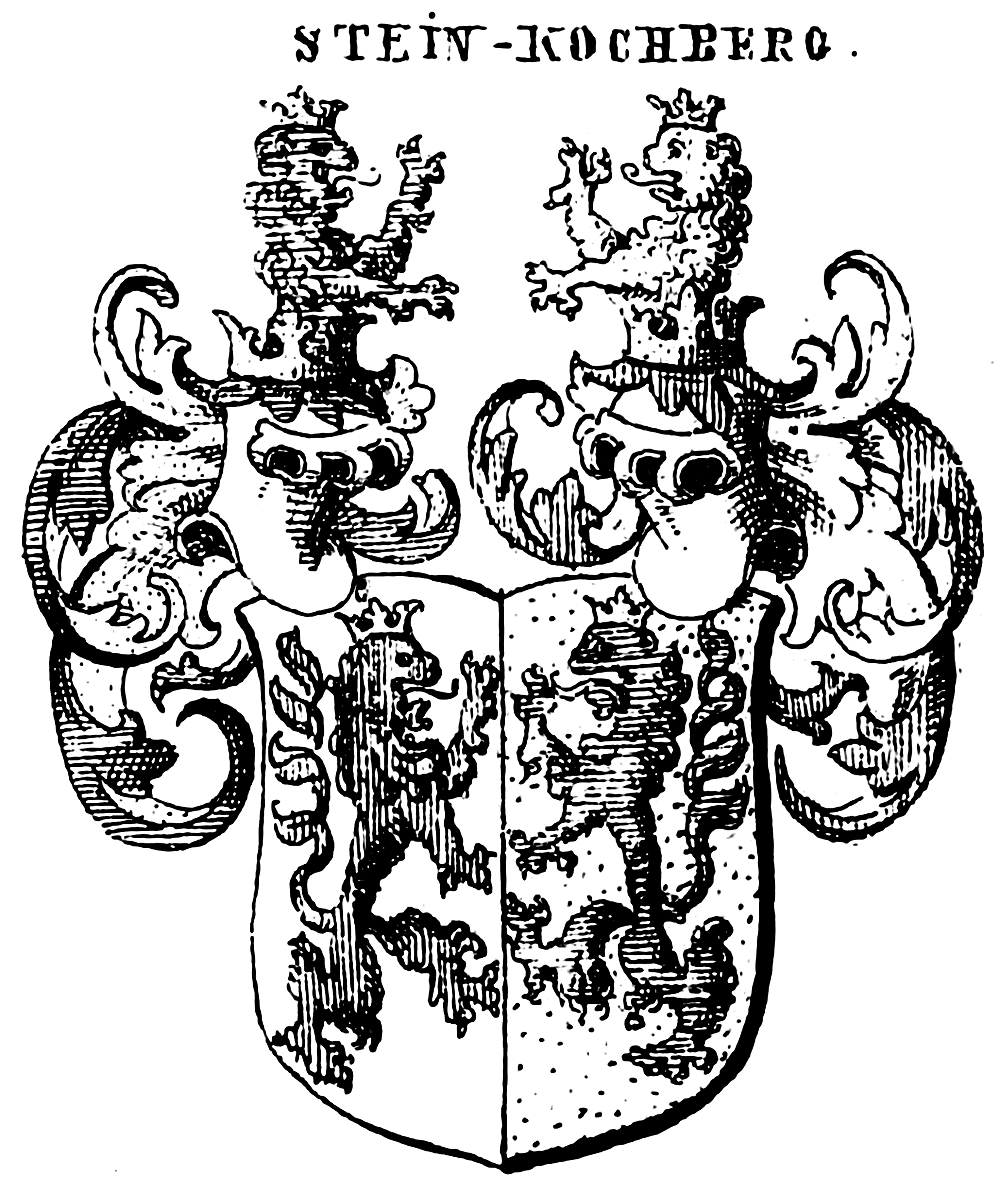
Wappen der Stein zu Kochberg (Löwen gekrönt)
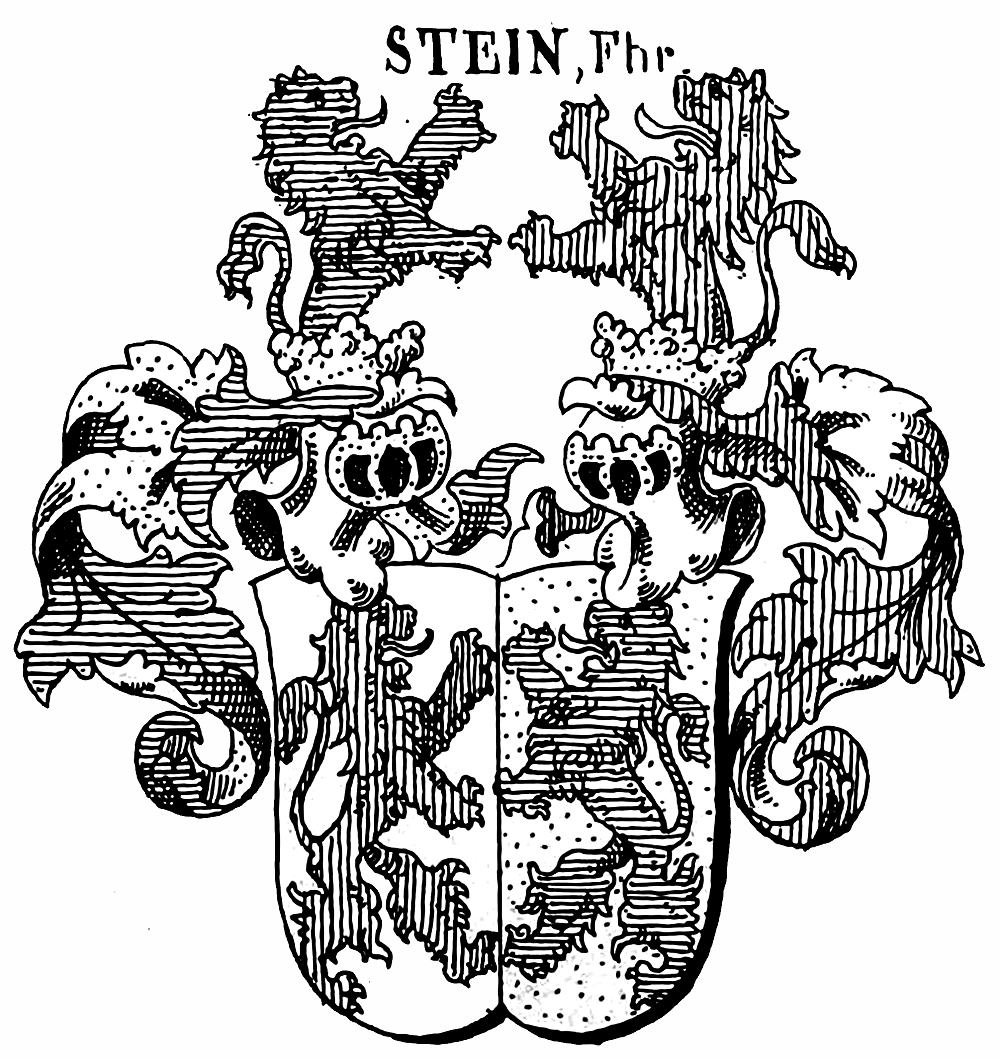
Wappen der Stein zu Braunsdorf

## Persönlichkeiten
- Christoph Heinrich von Stein (geb. 1665), gothaischer Minister, wurde 1700 von Kaiser Leopold I. zum Reichshofrat ernannt und 1710 von Kaiser Joseph I. in den Grafenstand erhoben.
- Franz Josef Freiherr von Stein zu Lausnitz (1772–1834), hessischer Geheimrat, Regierungspräsident, Hofgerichtspräsident und Kammerherr
- Friedrich Christian Ludwig Freiherr von Stein ( -1739), Reichshofrat, kaiserlicher Gesandter beim Reichstag in Regensburg
- Gottlob Ernst Josias Friedrich Freiherr von Stein (1735–1793), Sachsen-Weimarischer Oberstallmeister und Ehemann von Charlotte von Stein
- Charlotte von Stein aus dem Hause Kochberg (1742–1827), enge Freundin von Johann Wolfgang von Goethe
- Gottlob Ernst von Stein auf Schloss Kochberg (1767–1787), Jagdpage am Hof in Weimar
- Gottlob Carl Wilhelm Friedrich von Stein auf Schloss Kochberg (1756–1837), Mecklenburgischer Kammerjunker und Kammerherr
- Gottlob Friedrich Konstantin von Stein, Protegé Goethes, Gutsherr von Strachwitz
- Ludwig Freiherr von Stein zu Lausnitz (1868–1934), Offizier und Forschungsreisender